# 土地相撲
土地相撲（とちすもう）とは、相撲の形態の一つ。

## 概要
古代日本においては、宮中行事の一つとして相撲節会があった。これは当初は宮中警備兵の選抜を兼ねたものであったが、やがて儀式は華やかさを増し、相撲人も文化人として独自の地位を占めるようになる。相撲節会が承安4年（1174年）を最後に廃絶されてからも京都は文化の中心であったが、15世紀の応仁の乱を最後に都は荒廃する。都落ちをする貴族につきしたがって京都の文化も全国に広がり、この時代は日本の文化史の上での画期となった。これは相撲も同様で、相撲人が地方に下ることにより相撲の文化が広がった。従来の相撲は、武士が日頃の鍛錬の一環として行う武家相撲が主流であったが、相撲人の都落ちによって新たに、地方での民衆を基盤とする土地相撲が盛んになった。
土地相撲においては相撲を本職とし、国内を巡業して生計を立てる相撲人が現れるようになった。特に都に近い上方にあっては、応仁以前からこのような職業形態が存在した。武家相撲を行っていた戦国大名に相撲を挑んで、ことごとく勝利した強者集団もあった。当初は相撲に強いものが飛び入りの見物人を相手に相撲をとる形式がメインであったが、やがて相撲人同士の取組に対して見物銭をとるという今日に通じる形式が定着する。
相撲は元々神事とかかわりが深い。当時の相撲の系統としては、相撲節会と同じほど古い歴史を持つ神事相撲があり、神社の祭礼として舞楽、相撲などが行われていた。神社仏閣の建築修復に際しては資金調達の手段として勧進能が行われており、これにあやかって土地相撲の興行を勧進相撲と呼ぶことが一般的になる。「勧進」とは今日でいうチャリティーの意味合いであるが、勧進能が徐々に営利的になってきて、相撲もそれにあやかった。以降「土地相撲」は「興行相撲」へと姿を変え、「勧進相撲」と称しながら今日の大相撲にまで続いてゆく。